# Pierre Beaufays
Pierre A.E. Ghislain Beaufays (Noville-les-Bois, 29 mei 1943 – Eghezée, 23 december 2024) was een Belgisch politicus en was volksvertegenwoordiger.

## Levensloop
Beaufays behaalde het diploma van regent literatuur en was van 1964 tot 1987 leerkracht Frans en geschiedenis aan de Sint-Albertschool in Geldenaken.
In 1976 werd hij voor de PSC verkozen tot gemeenteraadslid van Eghezée, wat hij bleef tot in 2006. Van 1977 tot 1982 was hij er schepen. Ook was hij van 1978 tot 1987 provincieraadslid van Namen. In de provincieraad was hij van 1985 tot 1987 PSC-fractievoorzitter.
Van december 1987 tot mei 1999 zetelde Beaufays in de Kamer van volksvertegenwoordigers. Door het toen bestaande dubbelmandaat was hij van 1987 tot 1995 ook lid van de Waalse Gewestraad en de Raad van de Franse Gemeenschap, waar hij secretaris was. Hij was van 1995 tot 1999 tevens lid van de Parlementaire Assemblée van de Raad van Europa.
Hij heeft ook een rol gespeeld in de Assemblée parlementaire de la Francophonie. Na zijn parlementaire loopbaan werd hij voorzitter van de PSC- en daarna de cdH en de Les Engagés-afdeling van Eghezée.

## Publicatie
- Projet de rapport sur le microcrédit, Assemblée parlementaire de la Francophonie. Commission de la coopération et du développement, 1999.